# Mouvements étudiants en France
 (avril 2009).
Si vous disposez d'ouvrages ou d'articles de référence ou si vous connaissez des sites web de qualité traitant du thème abordé ici, merci de compléter l'article en donnant les références utiles à sa vérifiabilité et en les liant à la section « Notes et références ».
 (novembre 2023).

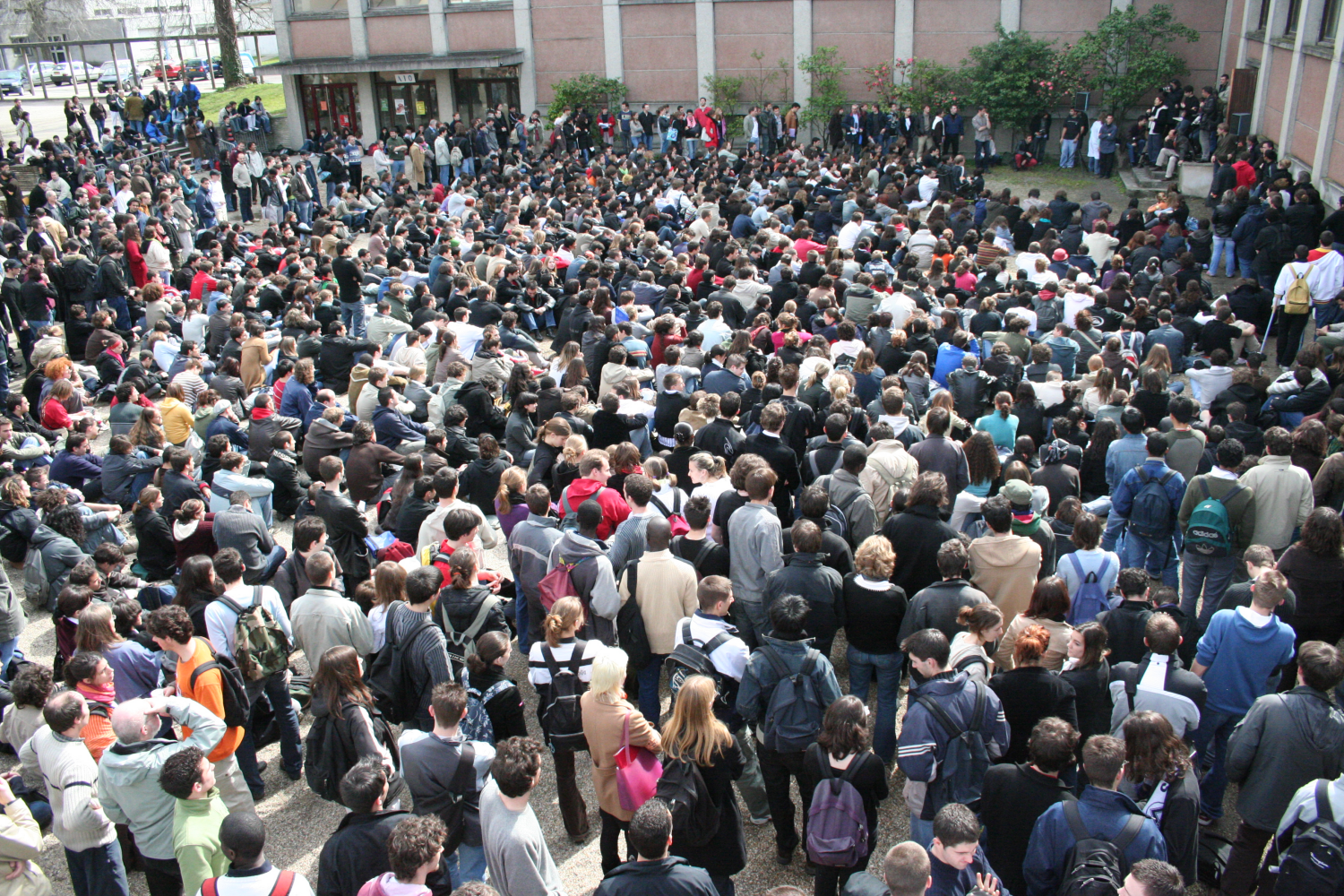
Assemblée générale d'un mouvement étudiant (contre le CPE en 2006, à Bordeaux)

Les mouvements étudiants en France sont l'ensemble des structures et des mobilisations collectives des étudiants ayant eu lieu en France.

## Histoire

### Histoire ancienne
On peut en retrouver la trace dès le XVe siècle. Ainsi, par exemple, la  Sorbonne connaît neuf mois de grèves entre 1443 et 1445, pour la défense de ses exemptions fiscales. De septembre 1444 à mars 1445, l'université est en grève pendant six mois consécutifs. Des émeutes éclatent en 1446 contre la suppression de l'autonomie judiciaire et la soumission de l'université à l'autorité du Parlement de Paris. La Sorbonne se met aussi régulièrement en grève lorsqu'un étudiant est arrêté par la police.[réf. nécessaire]
En 1453, l'université se met en grève à la suite de la mort de Raymond de Mauregart, un étudiant tué par les sergents du Châtelet.

### Années 1940
- 1947 : projet d’augmentation des droits d’inscription et de réduction des bourses. Grève nationale pour les bourses et contre les droits d’inscription. En juin 1947, l'UNEF se fait entendre dans la rue à la suite de l'annonce par le gouvernement de la baisse des bourses et de la hausse des droits universitaires.

### Années 1950
- 1951 : projet d’allocation d’études soumis au Parlement. Mobilisation pour la défense des crédits de la sécurité sociale étudiante.
- 1953 : mise en route du plan Le Gorgeu (constructions universitaires). Mobilisation pour réclamer des aides étudiantes plus importantes.
- 1954 : grève contre les crédits budgétaires insuffisants.
- 1956 : grève nationale du « déjeuner » contre l’insuffisance de participation de l’État dans la prise en charge des repas.
- 1957 : grève nationale et manifestation à Paris pour réclamer l’allocation d’études.
- 1958 : mobilisation pour des locaux et les bourses.
- 1958-1961 : manifestations et affrontements pour s’opposer à la Guerre d'Algérie.

### Années 1960
- mars 1961 : grève nationale et manifestation pour obtenir les sursis étudiants au service militaire.
- 1962 : réforme des facultés de médecine, droit, pharmacie et sciences (spécialisation des études). Un groupe d'étudiants décide de créer la Fédération nationale des étudiants de France (FNEF), qui obtient sans attendre une place auprès du gouvernement.
- 1963 : réforme Fouchet visant à distinguer un cursus long d’un cursus court (mesures sélectives draconiennes). Grève contre le plan Fouchet. Grève des loyers des Cités-U. En 1963, le journal Le Monde n'hésite pas à dénoncer le caractère politisant de l'UNEF, et le fait que ses membres souhaitent en faire un instrument de lutte idéologique en milieu universitaire contre la société bourgeoise.
- 1964 : refus du gouvernement de supprimer la réforme Fouchet. Le gouvernement supprime quatre sièges à l’UNEF au conseil des Œuvres universitaires.
- 1965 : grèves et manifestations pour l’allocation d’études.
- juin 1966 : fausse annonce du retrait des mesures sélectives du plan Fouchet.
- novembre 1966 : application de la première tranche du plan Fouchet (mise en place du premier cycle et création des IUT).
- 1965-1968 : mouvement national des étudiants dans les Cités-U et contre la guerre du Viêt Nam. Grèves contre le plan Fouchet.
- octobre 1967 : mise en place du deuxième cycle prévu par le plan Fouchet. Grande manifestation contre le plan Fouchet.

Comme dans la plupart des pays, en France, le mouvement étudiant le plus important par son ampleur est celui de mai 1968. Il démarre à partir de l'université de Nanterre avec le Mouvement du 22 Mars, constitué de militants d'extrême gauche (dont des maoïstes, des trotskystes, et des anarchistes). Le mouvement de mai 1968 aboutit en France à une grève générale de plusieurs semaines qui paralyse le pays et dépasse largement le mouvement étudiant. Par de nombreux aspects, ce mouvement prend une forme révolutionnaire à caractère situationniste.[réf. nécessaire] Quatre manifestants dont deux ouvriers et un lycéen sont morts au cours des affrontements de mai-juin 1968,,.

### Années 1970
En 1970, importants mouvements de gauches dans les facs, Poitiers et Nanterre seront bloquées, des émeutes étudiantes auront même lieu à Poitiers.
En 1973, les étudiants manifestent contre la création du diplôme d'études universitaires générales (DEUG) qui, selon eux, va favoriser la sélection et contre la Loi Debré (suppression et réduction des sursis militaires). 

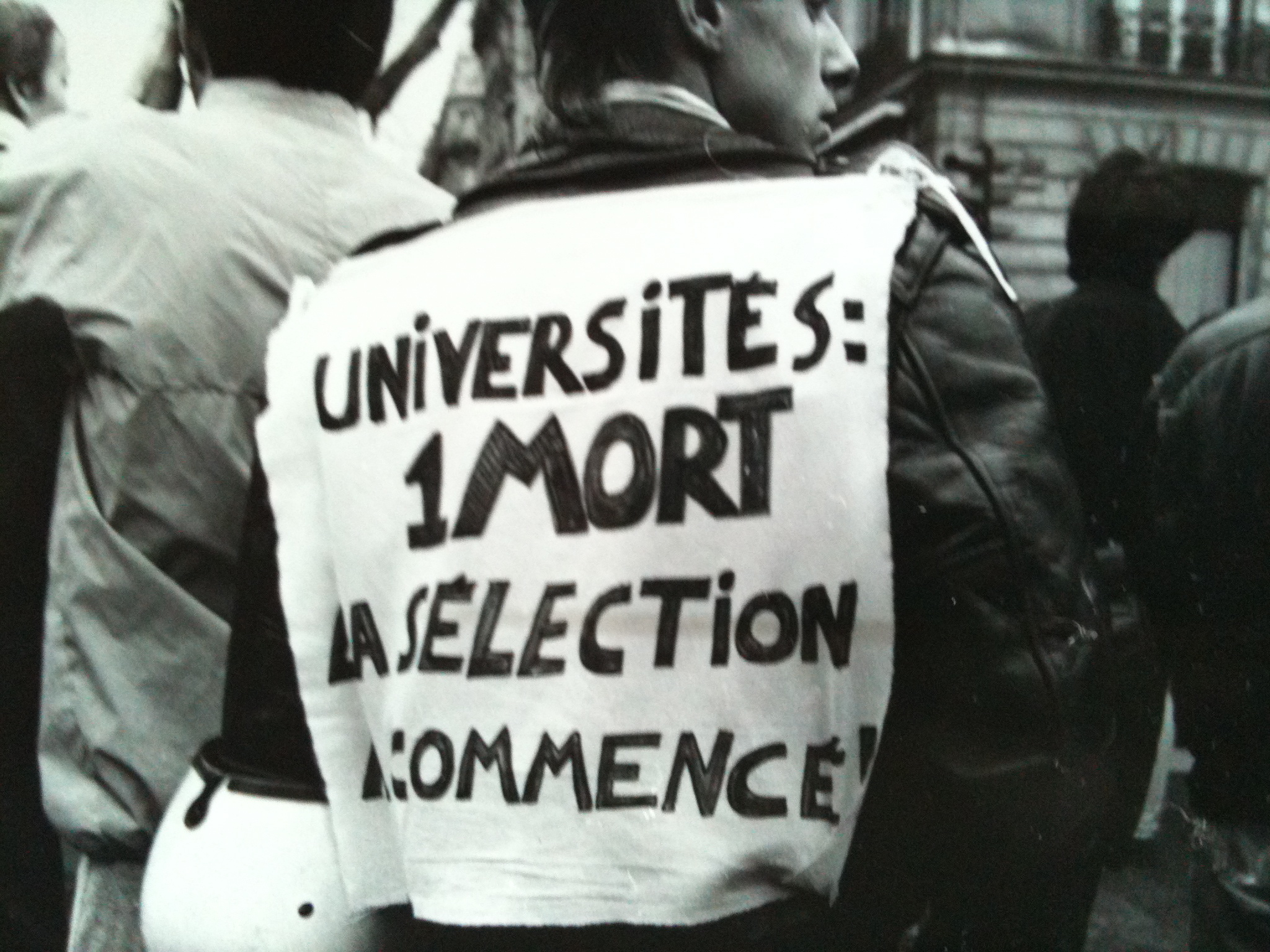
Manifestation contre la loi Devaquet

En 1976, plan Saunier-Seité introduisant une réforme générale du deuxième cycle avec la licence et la maîtrise. Grande grève contre le plan Saunier-Seité. Le gouvernement reçoit les syndicats mais refuse de recevoir la coordination nationale. La plus longue grève étudiante qui se soit déroulée en France au XXe siècle est sans doute celle de 1976, qui dure trois mois, de mars à mai, soit quasiment la moitié de l'année universitaire. . Cette grève a alors pour but d'empêcher la réforme du second cycle qui crée de nouvelles filières et est interprétée par les étudiants comme une tentative de professionnaliser l'université et d'accroître la sélection. 
En novembre 1977 : grève contre la sélection à l'université de Vincennes. Le 23 novembre, le président est séquestré par 300 étudiants puis molesté en tentant de s'échapper.
En 1978, en région parisienne, les élections universitaires sont sabotées par les autonomes à Jussieu et Nanterre (les salles des urnes sont saccagées). À Tolbiac, des concerts punk sont organisées dans les amphithéâtres pour empêcher les cours.Le 26 janvier à Nanterre, après avoir saccagé la salle des urnes, les autonomes pillent le restaurant-universitaire puis incendient le local de l'UNEF. 
En 1979, réforme Veil sur les études médicales (instauration du numerus clausus). Manifestations des étudiants en médecine contre la loi Veil.  

### Années 1980
En 1980, manifestations contre la carte universitaire, visant à organiser la répartition des moyens entre universités et à limiter la création des filières. Manifestations au mois de mai pour la défense des étudiants étrangers contre le décret Imbert. Le 13 mai, un émeutier de Jussieu, Alain Bégrand, se tue en tentant d'échapper à la charge des CRS sur le parvis de l'université. Le lendemain, les universités sont en grève. L'université de Jussieu sera alors occupée jusqu'à la fin de l'année. 
En mai 1983, la loi Savary supprime la sélection à l'entrée de l'université et réforme les premiers cycles et premières expériences de contractualisation État/Université. Émeutes et grève organisées par l'extrême droite dans les universités les plus élitistes ou à droite : la presse parle alors d'un « Mai 68 à l'envers » (Lyon-III y participe, soutenu par la direction. La situation reste cependant assez calme, malgré la pression du GUD, et le président Goudet décide la fermeture de la fac.
En 1986, le projet de loi Devaquet réinstaure la sélection, accorde une autonomie plus grande aux universités et encourage la concurrence entre elles. Il déclenche de nombreuses manifestations et grève (départ : Paris XIII-Villetaneuse et Amiens). Chaque semaine, une manifestation nationale est organisée à Paris. Ces manifestations rassemblent jusqu'à un million d'étudiants et tournent systématiquement à l'émeute. Finalement, les étudiants de province décident de rester à Paris pendant plusieurs jours. Les manifestations sont de plus en plus violentes. Le 4 décembre, la Sorbonne est occupée. Un manifestant a la main arrachée en ramassant une grenade. Le lendemain, la police fait évacuer la Sorbonne et un étudiant (Malik Oussekine) meurt sous les coups de policiers dans la rue Monsieur-le-Prince. Jacques Chirac est contraint de renoncer à sa réforme et Alain Devaquet est obligé de démissionner.
En novembre - décembre 1997, grèves contre les conditions budgétaires de rentrée.

### Années 1990
En 1991, mobilisations locales et syndicales contre la réforme préparée par Lionel Jospin des premiers cycles universitaires (réduction des heures de cours et des travaux dirigés ou travaux pratiques).
En mars 1994, des Mobilisations et grèves contre le « Contrat d’insertion professionnelle » (CIP, dit SMIC jeune) donnant possibilité de rémunérer les jeunes diplômés à 80 % du SMIC (plan Giraud). Abrogation du CIP.
En 1995, des manifestations et grèves contre le rapport Laurent et la circulaire Bardet (projet de remplacer les bourses par des prêts bancaires) : le gouvernement recule face à la mobilisation. Une grève générale a lieu pour des moyens d'octobre 1995 à janvier 1996 (départ : Toulouse, et Rouen), les étudiants embrayent aussi contre le plan Juppé de réforme de la Sécurité sociale. Les universités sont occupées. En province, les manifestations tournent généralement à l'émeute[réf. nécessaire]. Le mouvement aboutit au mois de décembre à une grève générale des fonctionnaires qui dure trois semaines. Le gouvernement d'Alain Juppé est contraint d'abandonner la réforme du régime des retraites mais refuse de céder sur la Sécurité Sociale.
En mars 1997, mobilisation pour le retrait de l'arrêt Bayrou. À Paris, un amphithéâtre de l'université de Tolbiac est occupé durant un mois. En octobre 1997 le centre informatique de l'université de Nanterre est occupé par des étudiants non-inscrits. Cette occupation entraîne la fermeture totale de l'université pendant deux jours. Le président est contraint à la démission. La nouvelle présidente sera remplacée peu de temps après par André Legrand.
Le 23 mars 1998, l'université de Nanterre est occupée par des chômeurs. L'occupation dure jusqu'aux vacances de Pâques. En octobre 1998, des étudiants non-inscrits occupent un amphithéâtre de l'université de Nanterre. En novembre-décembre, une dizaine d’universités se mettent en grève contre le plan U3M et la réforme Allègre de l’enseignement supérieur (départ : Montpellier et Toulouse). L’université de Caen reprend la revendication de l’abrogation de la réforme Bayrou.
En 1999, un mouvement local à l'université de Nantes  commence le 12 février. avec le blocage total des locaux de l'ensemble Lettres et sciences humaines pendant 13 jours (du 28 avril au 10 mai) et ce à quelques jours des examens permet de sauver la filière histoire de l'art d'une disparition complète. En novembre 1999, grève de la faim à l'université de Nanterre d'une dizaine d'étudiants non-inscrits. Ils obtiennent chacun une carte d'étudiant au bout de trois semaines.

### AuXXIesiècle

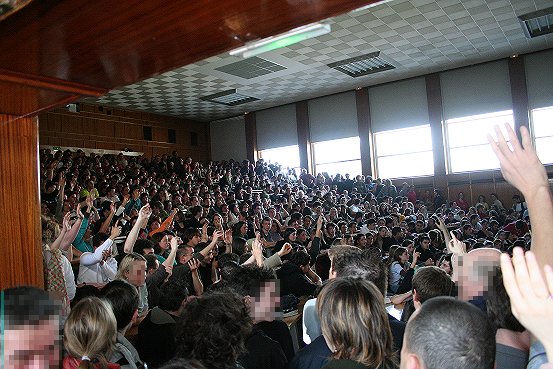
assemblée générale du comité de mobilisation contre le CPE, université de Bordeaux

Au printemps 2000, mobilisation à l'université Paris VIII (Saint-Denis) pour la régularisation des étudiants sans-papiers. En octobre 2000, des étudiants non-inscrits occupent durant une semaine le Centre d'éducation permanente de l'université de Nanterre.
En mars 2001 : grèves et mouvements pour plus de moyens et contre la logique de privatisation (départ : Montpellier et Metz). Manifestation nationale devant le ministère de l'Éducation nationale, sont présents des délégations de trois des quatre universités en grève, Le Havre, Nantes, Montpellier-III (mais pas Metz), ainsi qu'une bonne délégation des universités parisiennes.  
En avril - mai 2002, mobilisation contre le Front national durant l'entre-deux tours des élections présidentielles. En octobre - décembre 2002, AG et mobilisations contre la réforme LMD-ECTS. Près d’une dizaine de CA sont bloqués par les étudiants, grèves dans quatre universités (départ : Toulouse). AG et mobilisations contre la disparition de 5 000 postes de MI/SE, puis contre la disparition du statut et son remplacement par celui d'assistant d'éducation. Plusieurs académies sont en grève reconductible, Caen, Rennes, Nantes, Toulouse... Le 27 novembre, une cinquantaine de policiers interviennent à l'université de Nanterre pour évacuer un groupe d'étudiants et de chômeurs qui tente d'occuper le bâtiment E. Neuf personnes sont placées en garde à vue jusqu'au 29 novembre.
Le 6 février 2003, Manifestation nationale à Paris des MI/SE et des emplois jeunes, coordination nationale à la Bourse du Travail. Au printemps 2003, participation au mouvement de défense des retraites et contre la décentralisation. Grèves contre le renforcement de l'autonomie des universités. Plusieurs universités (Perpignan, Toulouse, Paris 1, Paris-4...) bloqueront leurs locaux dans ce cadre et repousseront ainsi les examens donnant une grande publicité médiatique au mouvement, au moment où la grève des enseignants laissent planer des doutes sur le bac. En mars 2003, un collectif d'une soixantaine d'étudiants composé de la CNT, du CUL (Comité universitaire de libération), de SUD Étudiant et de quelques individus tente d'occuper la Sorbonne. Ils réclament le retrait du LMD et l'autogestion de l'université. Le bâtiment est évacué sans encombre par les forces de l'ordre peu après 21 heures. Entre novembre et décembre 2003, mouvement contre la réforme LMD-ECTS et le projet de loi Ferry sur l'autonomie des universités, plus de dix facs en grève et une trentaine « mobilisées ». Jusqu’à 30 000 étudiants dans la rue, le 27 novembre 2003 (journée d'action nationale à l'initiative de la Fédération syndicale étudiante).
En mars 2004 mobilisation à l'université de Nanterre contre la politique sécuritaire de l'université : vidéo-surveillance, cloisonnement des bâtiments, création d'un groupe de vigiles, et suppression de la franchise universitaire qui interdisait à la police de pénétrer sur le campus. Le 16 mars, des étudiants abattent le mur du bâtiment D, qui est reconstruit quelques jours plus tard. Le 1er novembre : des étudiants occupent une résidence universitaire de Nanterre pour faire face aux menaces d'expulsion du CROUS. Le 2 novembre : une seconde tentative pour abattre le mur du bâtiment D de l'université de Nanterre entraîne l'incarcération durant trois semaines d'un étudiant de la Sorbonne. L'administration tentera de le faire passer pour responsable de l'agression d'un étudiant ayant cependant porté plainte contre un des vigiles de l'université.
En 2005, participation de nombreux étudiants au mouvement lycéen contre la loi Fillon. Longue occupation d'un amphi à Paris VIII pour la défense de la filière anthropologie.
Entre février à avril 2006, un Mouvement anti-CPE se mobilise avec des manifestations lycéennes et étudiantes et une soixantaine d'universités en grève (souvent avec piquets de grève et blocage de l'accès au site d'enseignement) pour le retrait de la LEC (comprenant notamment le CPE).
En 2007, la loi LRU provoque des blocages ou perturbations dans près de la moitié des universités. Au premier semestre 2009, ce mouvement renaît massivement et est surtout impulsé par la grève des enseignants-chercheurs.
En 2018, lors du quinquennat Macron, des étudiants manifestent contre la loi ORE réformant le système éducatif qui instaurerait une sélection à l'entrée de l'université. Ce mouvement est accompagné par des blocages de plusieurs universités ainsi que des affrontements avec les forces de l'ordre. 
En 2024, plusieurs établissements, en particulier les Instituts d'Etudes Politiques connaissent des mouvements de grèves, de blocages et d'occupation dans le cadre du mouvement mondial des étudiants en soutien à la Palestine.

### Articles plus généraux
- Mouvement étudiant
- Syndicat étudiant
- Coordination étudiante